# Chalybion californicum
Chalybion californicum är en biart som först beskrevs av Henri de Saussure 1867.
Chalybion californicum ingår i släktet Chalybion och familjen grävsteklar. Inga underarter finns listade i Catalogue of Life.

## Bildgalleri

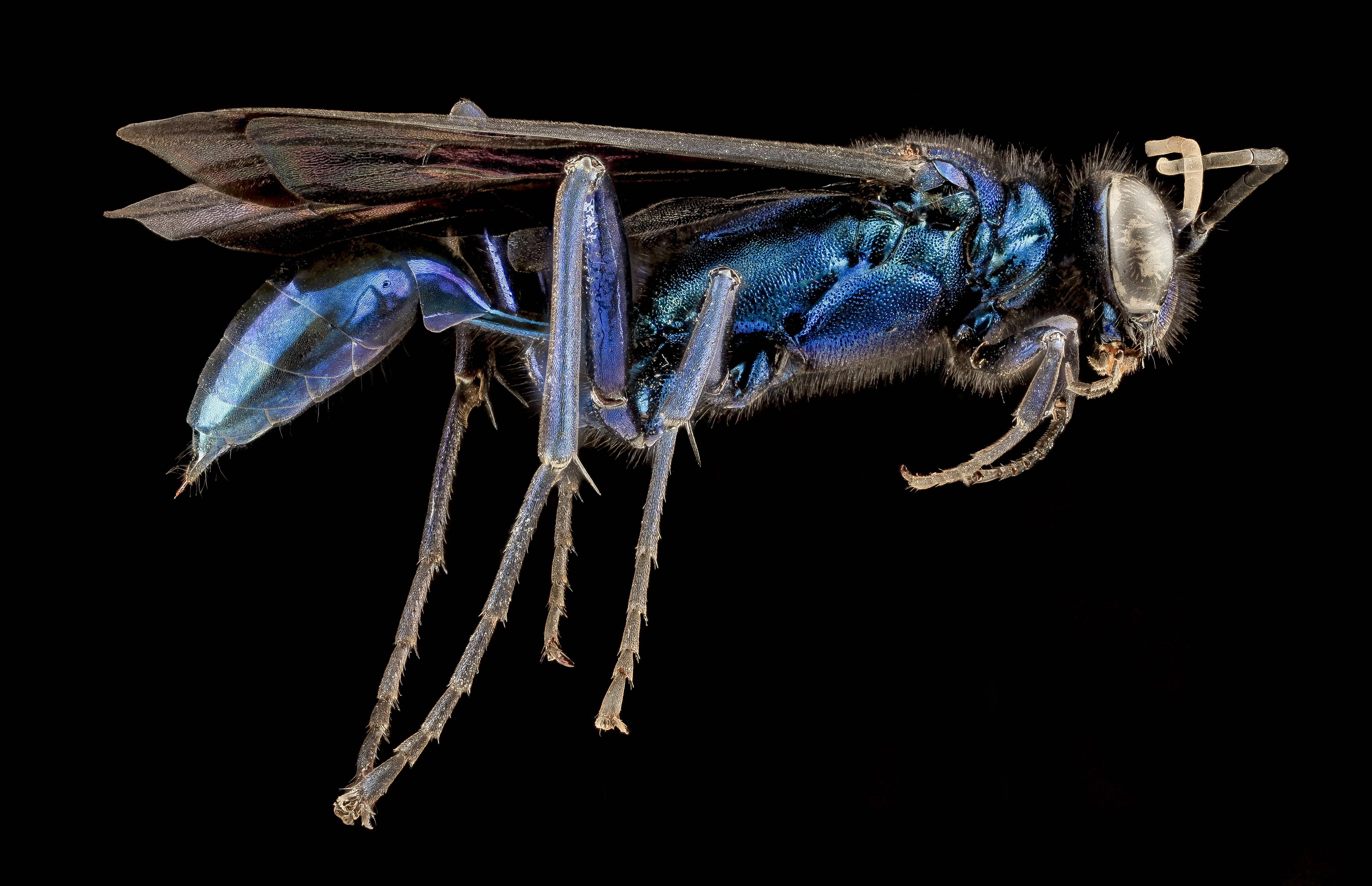